# Hubera pendula
Hubera pendula är en kirimojaväxtart som först beskrevs av René Paul Raymond Capuron, George Edward Schatz och Le Thomas, och fick sitt nu gällande namn av Chaowasku. Hubera pendula ingår i släktet Hubera och familjen kirimojaväxter. Inga underarter finns listade i Catalogue of Life.